# تشارلز أوغيلفي
تشارلز أوغيلفي (1 ديسمبر 1886 في المملكة المتحدة - 1939 في كندا) هو لاعب كرة قدم كندي في مركز الهجوم. لعب مع نادي كوينز بارك.